# Antônio Maria Mucciolo
Antônio Maria Mucciolo (* 1. Mai 1923 in Castel San Lorenzo, Italien; † 29. September 2012 in São Paulo, Brasilien) war ein brasilianischer römisch-katholischer Geistlicher und Erzbischof von Botucatu.

## Leben
Antônio Maria Mucciolo immigrierte 1924 mit seinen Eltern als Kleinkind nach Brasilien. Sie lebten zunächst in São Paulo, später in Sorocaba. Er trat in das Diözesanseminar des Bistums Sorocaba ein und empfing am 4. November 1949 in der Kapelle des  Seminário São Carlos Borromeu die Priesterweihe. Er war Vikar an der  Kathedrale von Sorocaba.
Papst Paul VI. ernannte ihn am 26. Mai 1977 zum Bischof von Barretos. Der Apostolische Nuntius in Brasilien, Erzbischof Carmine Rocco, spendete ihm am 15. August 1977 die Bischofsweihe; Mitkonsekratoren waren José Melhado Campos, Bischof von Sorocaba, und José Varani, Bischof von Jaboticabal. Sein bischöfliches Motto war Sentire cum Ecclesia.
Am 30. Mai 1989 wurde er zum Erzbischof von Botucatu ernannt. Am 7. Juni 2000 nahm Papst Johannes Paul II. seinen altersbedingten Rücktritt an.

## Wirken
Er war Präsident des Brasilianischen Instituts für Christliche Kommunikation (Instituto Brasileiro de Comunicação Cristã - INBRAC). Zusammen mit João Monteiro de Barros Filho gründete er den ersten katholischen Fernsehsender REDEVIDA in Brasilien.
Antônio Maria Mucciolo war 1978 der Gründer von Cidade de Maria, einer einzigartigen Stadt bei Barretos in Brasilien.